# 牛群地形
牛群地形(ぎゅうぐんちけい)とは、多摩川中流域の、川の流れに沿うように河底が削られた地形を指す。削り残った細長い高まりが牛の群れ、またはクジラの群れのように見えることから、東京学芸大学の小泉武栄が命名した。非常に珍しい地形で、研究も充分に行われないまま、主要部分は河川改修により消滅した。

## 概要

### 分布
最大の牛群地形は多摩川の河口から約45kmほどさかのぼった昭島市のJR八高線多摩川橋梁のすぐ下流に見られたが、2015年からの河川改修により完全に撤去され、現在は痕跡も残っていない。
より小規模の類似地形がそこから800mほど下流に見られる。

### 形状
この地形を構成する高まりの大きさは、高さ1~2m、幅2~5m、長さ数m～20mほどのものが多い。大きいものになると高さ4m、最大幅16m、長さが170mになるものもある。しかし数10cmの小規模のものも少なくない。高まりと高まりも間隔は数m程度がほとんどである。

### 地質
河底は当初、礫層で覆われていたが、1950年代の砂礫大量採取により平山砂層（上総層群の一部）が露出。それが削られたものが牛群地形を構成している。平山砂層は半凝固のよくしまった砂層で、とくに微細砂～細砂で構成。上から粘性土優勢層、含化石細砂層、含化石粘土混じり微細砂層、含化石微細砂層、含礫細砂層に分けることができる。平山砂層からはアキシマクジラやフジツボのような貝の化石も見つかっていることからも、約160万年前の第四紀更新世初頭に後の東京湾にあたる内湾の浅海性の堆積環境で堆積したと推測される。

## 発達過程

### 出現の経緯
1950年代に多摩川で砂礫の大量採取が行われ、牛群地形を構成する平山砂層が露出した。当初は起伏が小さくほぼ平らな地表面であった平山砂層だが、1960年頃には多摩川の侵食を受け牛群地形ができ始めた。1970年代半ばには侵食が進み、もっとも牛群地形らしい形状に発達した。1980年代に入ってからは更に侵食がすすみ、徐々に規模が小さくなっていった。2001年秋、台風の影響により牛群地形はその規模を一気に縮小した。

### 形成要因
形成条件として考えられるのはまず岩盤の固さである。平山砂層は半凝固であるがよくしまっており、多摩川の侵食に抵抗でき牛群地形の発達にちょうど良かったと言える。もうひとつに水流の強さである。八高線の橋の下はコンクリートで固められ侵食防止がなされている。そのコンクリートを超えた水は勢いよく川床に落下し、侵食が起こり牛群地形を作り出したと考えられる。しかし侵食が実際に進むのは洪水のときなので、これを実証するのは難しい。